# Carin Nilsson
Carin Nilsson (n. 10 decembrie 1904, Stockholm, Suedia-Norvegia – d. 20 decembrie 1999, Branchville⁠(d), New Jersey, SUA) a fost o înotătoare ce a reprezentat Suedia, medaliată olimpică. A participat la o ediție a Jocurilor Olimpice (1920) în care a câștigat o medalie de bronz.